# Ngebei
Ngebei (auch: Gabel, Ngabei, Ngabeul, Ngabiul, Ngabygul) ist eine Siedlung im Landstrich Imetang im administrativen Staat Ngarchelong auf der Insel Babeldaob in Palau.

## Geographie
Der Ort liegt im Osten von Ngarchelong am Hügel Ngerudechong (45 m). Im Osten schließen sich die Siedlungen Iebukel (Jebukol) und Ngerbau (Acaralong, Delebog) an.

## Klima
Das Klima ist tropisch heiß, wird jedoch von ständig wehenden Winden gemäßigt. Ebenso wie die anderen Orte von Palau wird Ngebei gelegentlich von Zyklonen heimgesucht.